# カロル・エストライヒャ (祖父)

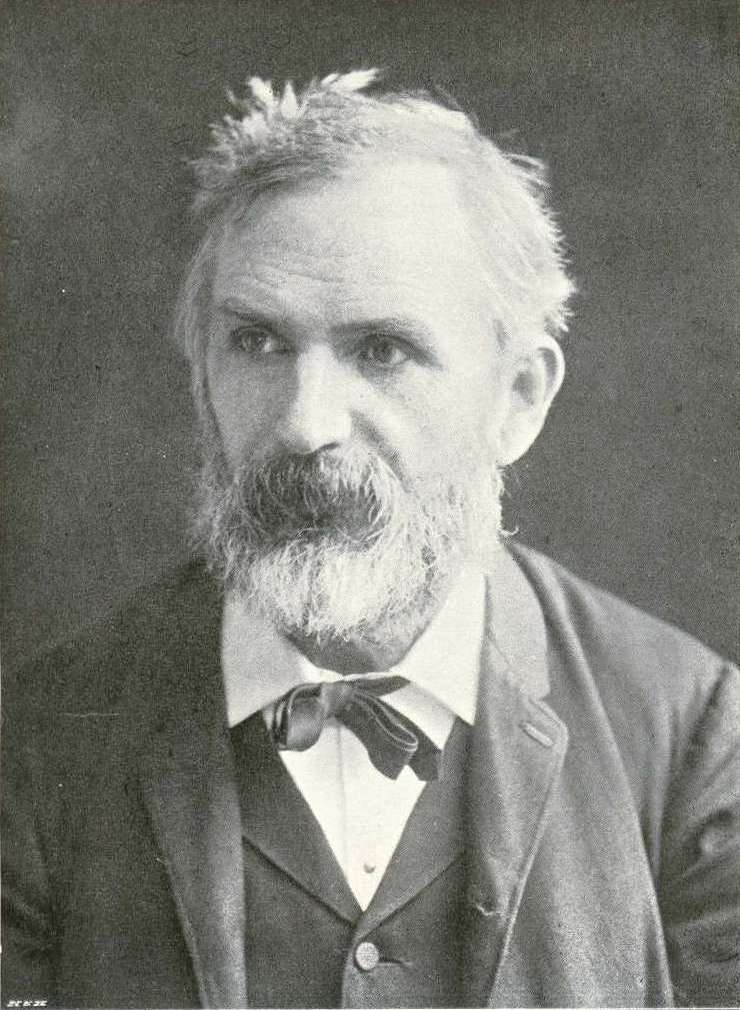
カロル・エストライヒャ (1904年頃)

カロル・ユゼフ・テオフィル・エストライヒャ (Karol Józef Teofil Estreicher, 1827年11月22日 - 1908年9月30日) は、ポーランドの書誌学者、図書館員で、ポーランド学術アカデミーの創設者である。「ポーランド書誌学の父」としても知られ、文学研究における書誌学的方法の確立者でもある。彼の「記念碑的業績」である『ポーランド書誌』は、「ポーランドの書籍の卓越した書誌であり、おそらく世界で最も有名な書誌のひとつである」。
エストライヒャは、ヤギェウォ大学博物学教授アロイジ・ラファウ・エストライヒャの息子だった。大学で哲学と法学を修めた後、彼はクラクフとリヴィウの裁判所に務め、そこで書誌学に情熱を傾けるようになった。1862年、辺境伯アレクサンデル・ヴィエロポルスキが彼を、ワルシャワ学校の次席司書と書誌学助教授に任命し、彼はそこで書誌学を初めて独立した学問として講義した。1868年に彼はクラクフへ帰り、ヤギェウォ図書館の館長として37年間働き、図書館を近代化して蔵書を3倍にした。
彼は作家、歴史家、文芸評論家、ジャーナリスト、そして演劇評論家としても活躍した。
息子のスタニスワフ・エストライヒャは、ヤギェウォ大学法学教授、学長であり、孫のカロル・エストライヒャもヤギェウォ大学の美術史の教授であった。

## 著作
- "Bibliografia polska. Wyd. Tow. Naukowego Krakowskiego". Bibliografia Polska: Wydanie Towarzystwa Naukowego Krakowskieg (ポーランド語). Kraków: Drukarnia Uniwersytetu Jagiellońskiego. 1870. OCLC 577286474. 2024年6月12日閲覧。

- "Bibliografia polska 19. Stulecia". Bibliografia Polska XIX stulecia: lata 1881–1900 (ポーランド語). Kraków: Nakładem Spółki Księgarzy Polskich. 1906–1916. OCLC 609911661. 2024年6月12日閲覧。